# Droga
Según la Organización Mundial de la Salud, la droga es:

«(...) toda sustancia con potencial para prevenir o curar una enfermedad [...]
En el lenguaje coloquial en español, el término suele referirse concretamente a las sustancias psicoactivas y, a menudo, de forma aún más concreta, a las drogas ilegales».
OMS

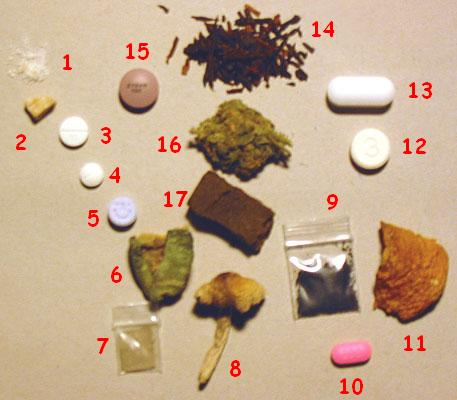
Algunas drogas psicoactivas comunes:

Este término también se utiliza en el ámbito de la  farmacología, como sinónimo de «principio activo» o fármaco, tal como refleja la definición de la OMS. Sin embargo, otros autores señalan que «droga» es el vocablo adecuado para referirse a una sustancia consumida sin fines terapéuticos, autoadministrada y con potencial de abuso o dependencia o que produce placer.

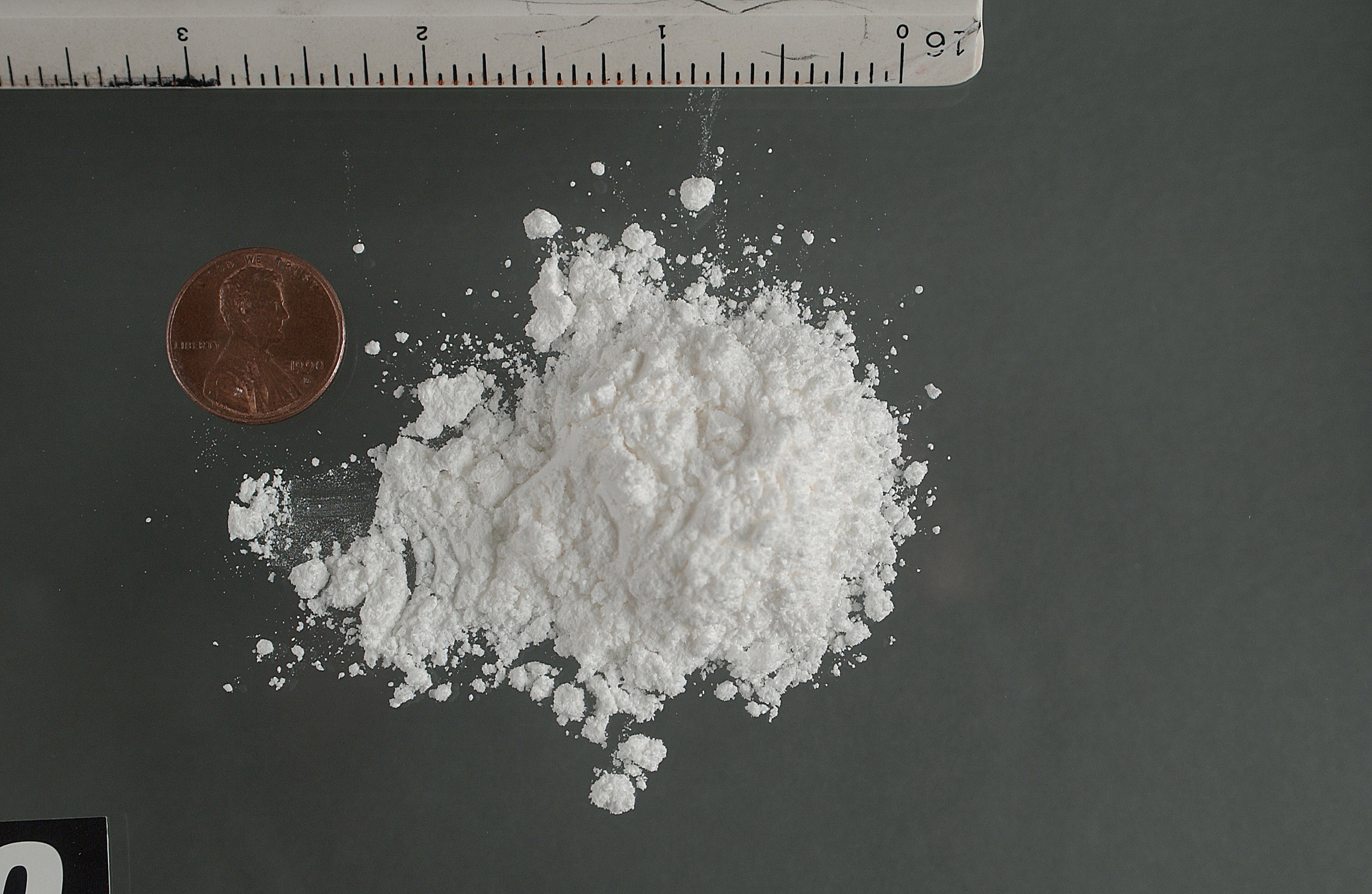
Clorhidrato de cocaína en polvo. Las sustancias estimulantes, como la cocaína (en la imagen) son las sustancias habitualmente relacionadas con el vocablo «droga» por el público general. Sin embargo, el término incluye distintas sustancias tanto legales como ilegales, cuyos efectos y daño varían ampliamente.

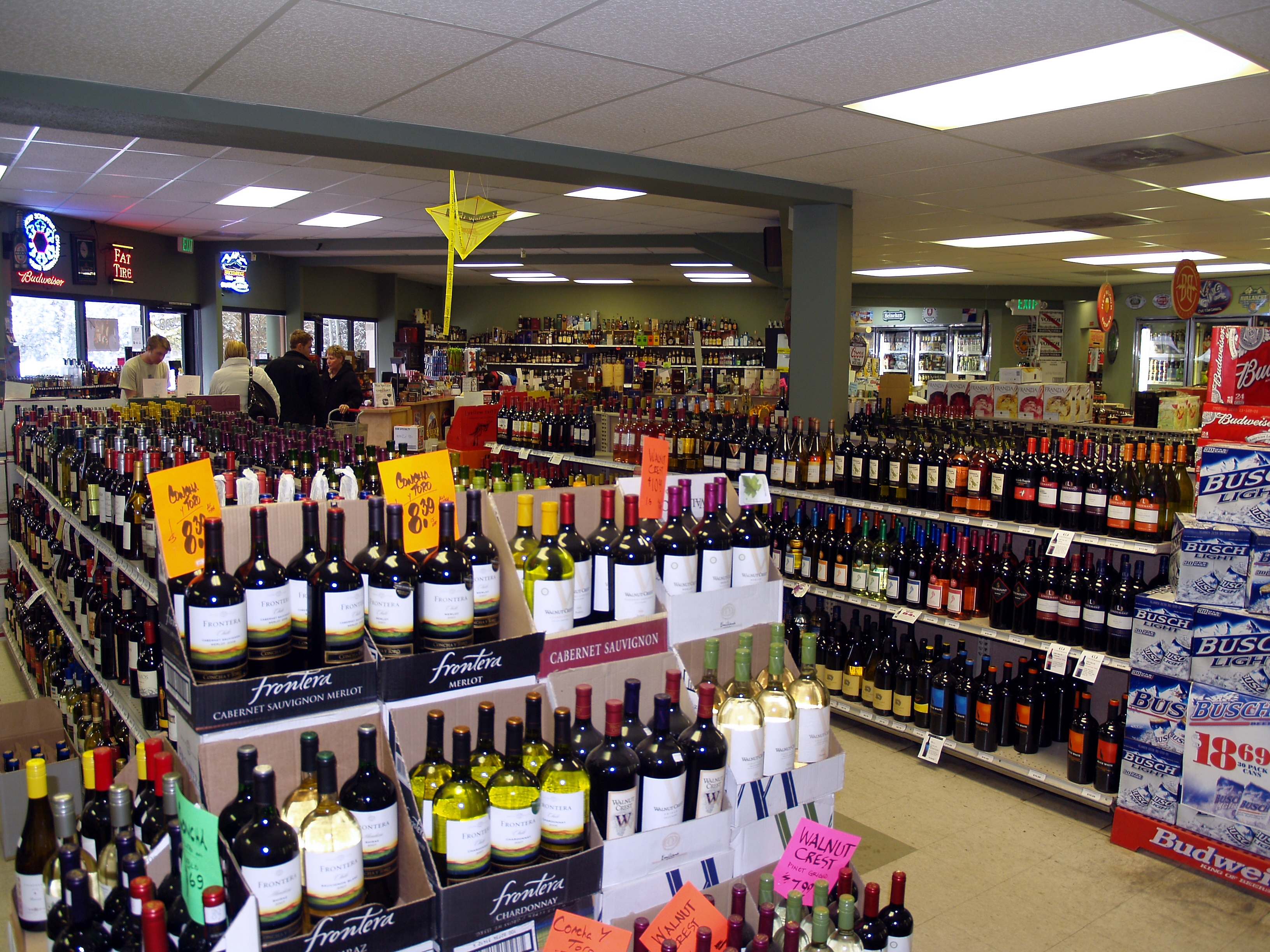
El alcohol, legal en la mayoría de países del mundo, como en México, Canadá o Brasil, es una sustancia de consumo habitual contenida en numerosas bebidas, como el vino (en la imagen) o la cerveza, la tercera bebida más popular del mundo después del agua y el té. La industria mundial de bebidas alcohólicas estaba valorada en 2013 en un billón de dólares. Otra droga psicoactiva es la cafeína del café, bebida ingerida diariamente por el 90 % de los adultos de Estados Unidos. La nicotina contenida en el tabaco, es también una de las drogas más consumidas y tiene un estatus legal.

La mayoría de sustancias conocidas hoy por su consumo recreativo se dieron a conocer en primer lugar en el ámbito clínico (médico), como el opio y la marihuana. También fue el caso del LSD, la MDMA o la cocaína. La categorización de algunas sustancias como medicamento o como «droga» ha ido variando en diferentes periodos de la historia según diversos factores sociales, culturales y científicos.
Las drogas más consumidas del mundo son: el alcohol, la nicotina y la cafeína; legales en la gran mayoría de países (si bien no se consideran drogas en sí sino alcaloides), además de otras sustancias generalmente ilegales como derivados de los opiáceos y las anfetaminas. La consideración del azúcar como «droga adictiva» está sujeta a debate científico, en el contexto de los trastornos de la conducta alimentaria.
La droga puede causar efectos negativos, en mayor o menor intensidad, adicción y efectos secundarios.
 Gran parte de la droga es ilegal, y su uso está prohibido incluso para ensayos clínicos u otras aplicaciones médicas; existen tratados internacionales, como la Convención Única sobre Estupefacientes, que prohíben ciertas sustancias con carácter internacional.
Desde su ilegalización a mediados del siglo XX, ciertos países, destacando los Estados Unidos, y más recientemente México y Filipinas, iniciaron la llamada «guerra contra las drogas» destinada a combatir el narcotráfico y la delincuencia organizada surgida de la prohibición de estupefacientes. El criterio para prohibir la droga no está correlacionado con su potencial de daño y algunos científicos lo consideran arbitrario.

## Conceptos asociados al consumo de droga

### Etimología
Según la Real Academia Española, droga proviene del árabe andalusí ḥaṭrúka (literalmente, 'charlatanería'). El lexicógrafo Federico Corriente Córdoba documentó el probable origen en la forma andalusí-romance ḥaṭrúka ({ḥṭr} o حطروكة), con el sentido general de "hablar demasiado y sin sentido; chochear", posteriormente hibridado con sufijación romance en la costa del nordeste peninsular.
Durante el siglo XIV, se comenzó a utilizar en los Países Bajos el término droog («seco») para referirse a las plantas y especias que se utilizaban secas con finalidad medicinal. Posteriormente, los ingleses utilizaron drug y los franceses drogue para referirse a los medicamentos. En los Países Bajos, el término se siguió usando específicamente para referirse a los productos de las plantas medicinales. En inglés, el término drug se usa en forma genérica tanto para referirse a principios activos y fármacos, como para sustancias adictivas, incluyendo a algunas como el alcohol y el tabaco que no entrarían en la primera definición. En la actualidad el término se suele usar comúnmente en español ya sólo para referirse a sustancias psicoactivas ilegales.

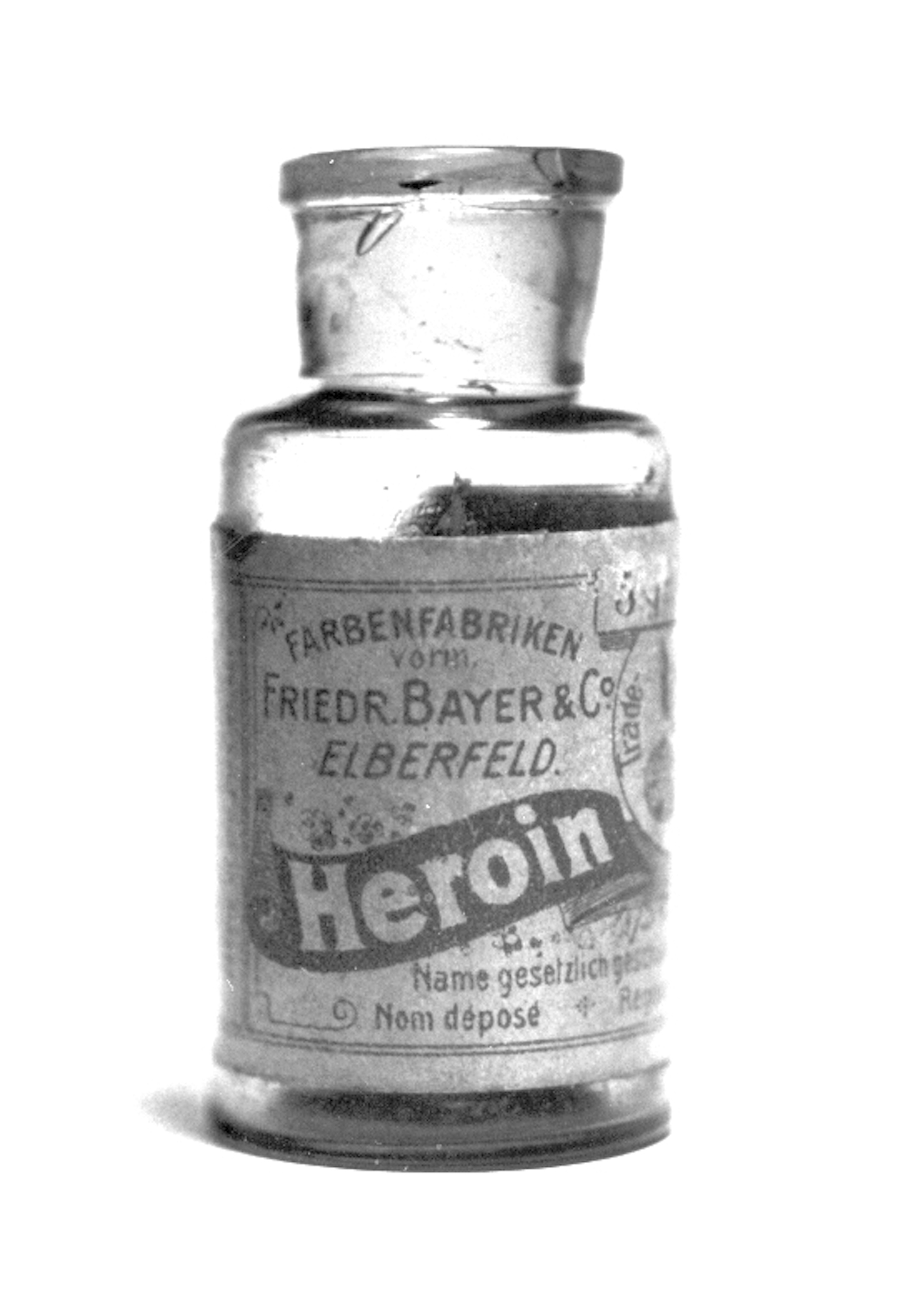
Heroína comercializada por la empresa alemana Bayer a finales del.

Existen pruebas de que el ser humano fue conocedor y usuario de ciertas plantas con propiedades psicoactivas incluso antes de la formación de las primeras civilizaciones, tal como es el caso del opio extraído de la adormidera. En todas las civilizaciones, desde la asiria hasta la actual, el ser humano ha consumido todo tipo de droga por distintos motivos, religiosos, rituales, medicinales, hábitos o costumbres, por distracción, hedonismo, etc.
En la cultura occidental la droga es considerada un tema tabú, pero solo desde mediados del siglo XX, que es cuando se dictaron las primeras leyes contra las diferentes drogas, si bien algunos países y estados de EE. UU. han ido promoviendo una cierta apertura y mayor tolerancia desde principios del siglo XXI. Un ejemplo de prohibicionismo es la conocida Ley seca, mediante la cual se llegó a prohibir el alcohol en los Estados Unidos. El experimento de la prohibición fracasó y fue el origen del poder de ciertos grupos mafiosos que comenzaron traficando con esta droga, y cuando fue legalizada, cambiaron a otras que seguían prohibidas. En la mayoría de países de Europa Occidental, el tráfico y producción sigue penado, pero en algunos casos su consumo o posesión de pequeñas cantidades se ha ido despenalizando, pero sigue siendo sancionado.
A pesar de ser las dos sustancias que provocan un mayor número de fallecimientos en las sociedades modernas, por su volumen de consumo, el alcohol y el tabaco son legales y su uso está aceptado socialmente y regulado por la administración pública.
Debido a la penalización legal en la producción, comercialización y consumo de determinada droga, el mercado de droga ilegal está controlado por el crimen organizado. Un informe de Naciones Unidas del año 2003 estimó que el comercio mundial de la droga generó una riqueza estimada en 321 600 millones de dólares estadounidenses, o lo que es lo mismo, el 1 % del PIB mundial generado ese año. Las naciones del mundo, sobre todo Estados Unidos, invierten miles de millones de dólares al año para intentar frenar este mercado ilegal —se estima que solo Estados Unidos invierte anualmente 51 000 millones de dólares, aunque según algunos informes, tras décadas de «guerra» estas políticas han fracasado en sus intentos.

### Farmacodependencia
La drogadicción, farmacodependencia o drogodependencia es el padecimiento que consiste en la necesidad de consumir dosis repetidas de un tipo de droga para sentirse bien o para no sentirse mal. La dependencia se evidencia en un grupo de síntomas cognitivos, fisiológicos y del comportamiento que se relacionan con la falta de control sobre el consumo de la droga, la cual se sigue consumiendo pese a sus efectos adversos.
La dependencia producida por la droga puede ser de dos tipos:
- Dependencia fisiológica o física: El organismo se vuelve necesitado de la droga, adquiriendo tolerancia, por lo que se requiere cada vez mayores dosis o frecuencia de consumo y al interrumpir su consumo sobrevienen fuertes trastornos fisiológicos, lo que se conoce como síndrome de abstinencia.[35]
- Dependencia psicológica o psíquica: Es el deterioro del control sobre el uso de la droga, lo que lleva a buscar nuevamente el consumo para evitar el malestar u obtener placer. El individuo siente una necesidad imperiosa y apremiante de consumir la droga.[35]

### Tolerancia
El concepto de tolerancia hace referencia a la necesidad de incrementar la dosis consumida para alcanzar los efectos que anteriormente se conseguían con dosis menores.
Según el individuo y el tipo de droga hay distintos tipos de tolerancia: Tolerancia cruzada, tolerancia inversa, tolerancia farmacocinética o metabólica y por último la tolerancia funcional, celular, tisular o farmacodinámica.

### Síndrome de abstinencia
El síndrome de abstinencia hace referencia al conjunto de reacciones físicas o psíquicas que ocurren cuando una persona dependiente de una sustancia cesa su consumo.[cita requerida]

## Modelo funcional
El tiempo de llegada de la sustancia al cerebro depende de varios factores, entre ellos, la vía de entrada o consumo, que generalmente depende de su estado físico; la vía oral es más lenta pero más segura en términos de toxicología, la vía nasal o inhalatoria es más rápida pero con poca diferencia en eficiencia a la vía oral, la vía intranasal o esnifatoria es tan eficiente como la inhalatoria pero produce a largo plazo daños en el tabique nasal, la vía intravenosa es la más eficiente y veloz. Los efectos psicoactivos dependen enteramente de su llegada al cerebro, y la mayor dificultad es la barrera hematoencefálica, por lo que algunas sustancias la cruzan con dificultad y otras no lo logran.
Cuando la sustancia ha cruzado la barrera hematoencefálica es capaz de ejercer una función neuromodulatoria, modificando la síntesis neurotransmisora a nivel sináptico. La neuromodulación puede ser iónica, modificando el estado de los canales iónicos al bloquearlos o abrirlos y ejerciendo una función inhibitoria o excitatoria que modifica el potencial de acción neuronal; neurotransmisora, inhibiendo o facilitando, total o parcialmente el paso de ciertas sustancias (iones, micromoléculas o macromoléculas) a través de la membrana; o enzimática, al unirse a ciertas enzimas e incrementar o disminuir su acción.

### Neuromodulación iónica

Una membrana y iones tratando de atravesarla.

Las membranas celulares son permeables generalmente a ciertas moléculas pequeñas no polarizadas, como azúcar, pero no son permeables a las demás, como los iones. Para facilitar el paso de estos, las membranas disponen de canales iónicos formados por proteínas que se abren o cierran según qué circunstancias. La apertura de estos canales facilita el flujo de estos iones dentro o fuera de la célula. Existen los siguientes tipos de canales iónicos, permeables selectivamente:
- Canal de calcio (Ca2+)
- Canal de potasio (K+)
- Canal de sodio (Na+)
- Canal de cloro (Cl-)

Los bloqueantes de canal cierran el paso de los iones. En un momento determinado, según la diferencia del número de estos dentro de la célula y fuera se establece el potencial de membrana, que se expresa generalmente en milivoltios.
Las bombas de iones utilizan la energía celular para bombear de un lado de la membrana (desde dentro de la célula) al otro, disminuyendo el número de iones de algún tipo dentro de la neurona y aumentando el número de estos fuera de ella. Una bomba iónica importante es la bomba sodio-potasio, cuya función es intercambiar tres iones de sodio del interior por dos de potasio del exterior, para evitar el paso de agua dentro de la neurona.
Los canales iónicos se abren o cierran mediante la regulación iónica que es mediada directamente por un ligando, la diferencia de potencial o la deformación mecánica.

#### Canales abiertos por ligando
En el primer grupo, los ligandos se unen a un dominio trasmembrana y provocan un comportamiento del poro iónico incrementando o disminuyendo el paso de los iones a través de él.
Existen 4 grupos de receptores que tienen como ligandos las siguientes sustancias:
| Receptores aniónicos cys-loop (ion negativo)                                     |                    |
| GABAA                                                                            | glicina            |
| alfa (α), beta (β), gamma (γ), delta (δ), epsilon (ε), pi (π), theta (θ), ro (ρ) | alfa (α), beta (β) |

| Receptores catiónicos cys-loop (ion positivo) |                                                       |      |
| serotonina                                    | acetilcolina nicotínica                               | Zinc |
| 5-HT3                                         | alfa (α), beta (β), gamma (γ), delta (δ), épsilon (ε) | ZAC  |

| Receptores ionotrópicos de glutamato |         |      |          |
| AMPA                                 | Kainato | NMDA | Huérfano |

| Receptores catiónicos de ATP |

El receptor 5-HT de subtipo 3 (5-HT3) tiene como ligando la serotonina, y a diferencia de los otros subtipos, cuando la serotonina se liga al dominio del receptor celular provoca una respuesta positiva en el canal, abriéndolo y permitiendo el paso de los iones. Los agonistas de este receptor aumentan los niveles de serotonina incrementando a su vez el número de respuestas de los canales de este receptor; los antagonistas, en cambio, disminuyen parcial o totalmente la actividad del receptor. Cuando el 5-HT3 es estimulado agonistamente (por ejemplo, el etanol) a nivel central se producen efectos como náuseas, vómito y ansiedad, por lo que los antagonistas producen los efectos contrarios sirviendo de terapia para la ansiedad (antipsicóticos o antidepresivos) o náusea (antieméticos).

#### Canales abiertos por voltaje

Impulso nervioso neuronal unidireccional por el cambio de potencial trasmembrana

A diferencia de los canales iónicos abiertos por ligando, estos se abren y cierran como respuesta a la diferencia de potencial trasmembrana (entre el interior de la célula y el exterior). La membrana contiene un sensor de voltaje que detecta la diferencia de potencial y abre o cierra los canales iónicos a través de toda la superficie de la célula induciendo a una despolarización direccional y coordinada que permite transportar el impulso eléctrico a través de la neurona, hasta la adyacente.
Este tipo de canales iónicos permiten el paso de los iones de potasio, sodio y calcio.

#### Canales abiertos por estimulación mecánica
Este tipo de canales iónicos se abren como respuesta a alguna estimulación mecánica y regulan fenómenos complejos como el dolor. Alguna de las estimulaciones incluyen:
- olor
- calor
- sonido
- vibración.

### Neuromodulación mediada por proteínas G, ATP o GDP

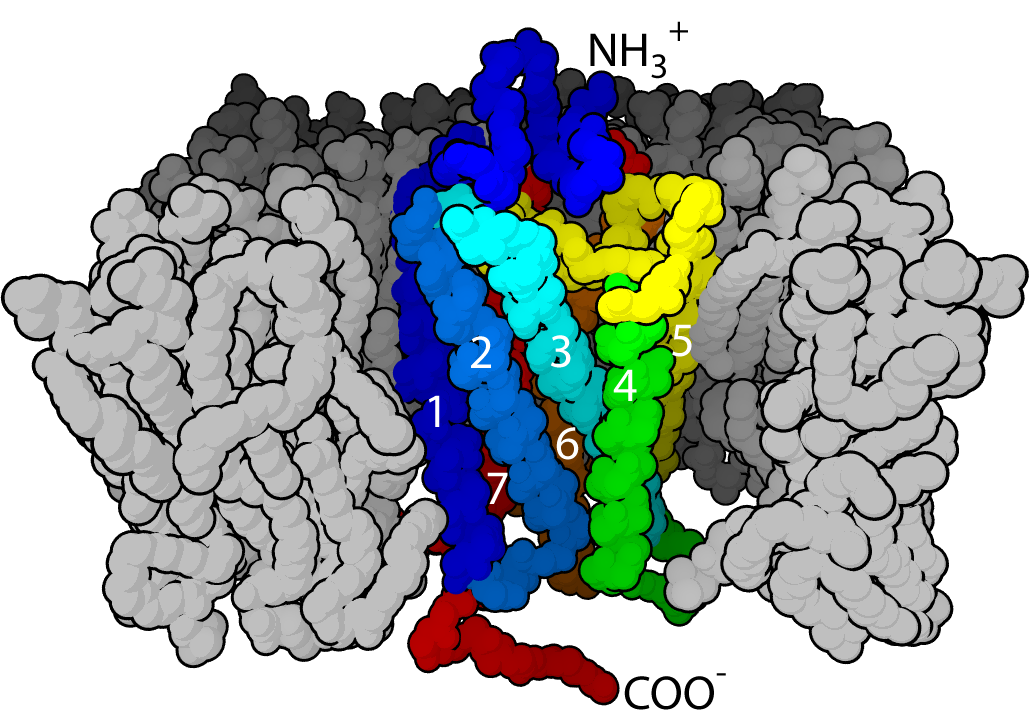
Receptor acoplado a una proteína G.

Las proteínas G son un grupo de transductores de señales a los que se acoplan un conjunto variado de receptores denominados receptores acoplados a proteínas G. Este tipo de receptores tienen como ligando, o son activados, por numerosos ligandos entre los cuales se cuentan neurotransmisores, hormonas y feromonas, entre otros. La mayoría de drogas son mediadas por estos receptores.
El funcionamiento de estos receptores no es del todo conocido, pero está mediado por lo general por ligandos que activan los receptores y producen a su vez la activación de mensajeros secundarios como GTP y GDP que modifican la conformación de las proteínas secundarias generando una cascada señalizadora.
1. En un principio se produce la activación del receptor por una molécula o señal de diversa naturaleza.
2. Esta proteína, que se encuentra en la membrana celular, sufre un cambio conformacional que se refleja en las regiones citosólicas y se activa.
3. Cuando la proteína G está ya activa, la proteína G heterotrimérica (otra proteína G en el interior de la célula) que está compuesta por 3 subunidades puede estar unida al factor intercambiador de nucleótido de guanina por la subunidad alfa (α).
4. Entonces el factor de intercambio de nucleótidos de guanina alostéricamente intercambia la molécula GDP por GTP en la subunidad alfa de la proteína G heterotrimérica.
5. En este punto, las subunidades de la proteína G se disocian del receptor, así como entre ellos, para producir un monómero Gα-GTP y un dímero Gβγ, que ahora son libres para modular la actividad de otras proteínas intracelulares

### Ejemplo 1: Bebidas alcohólicas y benzodiacepinas

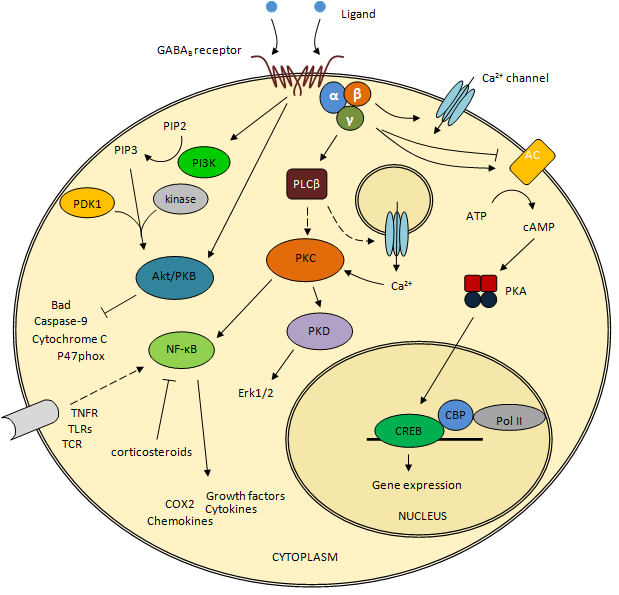
Receptor GABA de tipo B.

Existen dos tipos de receptores GABA, los de tipo a (GABAa) y tipo b (GABAb); los primeros son ionotrópicos, esto es, su modelo funcional se basa en la apertura de un canal iónico, mientras que los segundos se basan en mensajeros secundarios a su estimulación.
Las bebidas alcohólicas contienen etanol. El receptor GABAa es un complejo oligomérico con distintos sitios donde se unen correspondiente ciertas sustancias; se disponen alrededor de un poro o canal iónico que se abre selectivamente para el paso de los iones del exterior al interior de la célula y de ese modo modificar el potencial de acción hiperpolarizando la célula. El canal se abre cuando un ligando se une a un sitio.
Cuando la molécula de etanol se une al sitio correspondiente, el canal iónico se abre permitiendo el paso de los iones de cloro al interior. El número de estos durante el reposo es mayor en el exterior que en el interior, esto induce a que el potencial de la neurona sea de –75 mV. Cuando los iones de cloro pasan al interior, este potencial se revierte, incrementando el número de iones dentro de la neurona e hiperpolarizándola. La hiperpolarización impide que la señal eléctrica presináptica se convierta en postsináptica, por lo que el etanol ejerce un efecto inhibidor de la señal eléctrica.
Además, de la inhibición de la señal, el etanol inhibe además la producción de monoamino oxidasa por lo que ralentiza la oxidación de la dopamina a nivel postsináptico y esto aumenta la sensación de placer natural. Cuando el etanol deja de hacer efecto por la metabolización hepática, el placer disminuye porque la MAO comienza a oxidar la dopamina, y el usuario tiende a buscar consumir más etanol para mantener el mismo efecto placentero, lo que convierte al etanol en una sustancia extremadamente adictiva.
Las benzodiacepinas se unen al sitio benzodiacepinico del receptor GABAa. Al unirse, el GABA se libera y se une al receptor, abriendo el canal iónico y ejerciendo un efecto sedante e hipnótico similar al etanol. El mecanismo no es agonista ya que, al igual que el etanol, abre el canal mediante una molécula secundaria; entonces es considerado igualmente un modulador alostérico positivo.
El etanol es extremadamente peligroso ya que en su metabolización hepática se produce el metabolito acetaldehído, 20 veces más tóxico que el etanol y un posible carcinógeno. Las benzodiacepinas ejercen el mismo efecto sedante-hipnótico que el etanol por lo que son utilizadas comúnmente para tratar el alcoholismo y la ansiedad.

### Ejemplo 2: Cannabis sativa o marihuana
Actualmente se conocen 5 receptores que son activados por cannabinoides o alcaloides derivados de la planta cannabis sativa, el CB1, el CB2 y tres receptores huérfanos de menor importancia. Los efectos psicoactivos se deben a la activación del CB1 mientras que los efectos derivados de la activación del CB2 involucran alteraciones del sistema inmune. El receptor CB1 se considera uno de los más habituales del cerebro humano, encontrándose además en otros muchos mamíferos, aves, peces y reptiles, como monos, ratones, ratas, pollos, peces de colores y las salamandras. Los cannabinoides pueden activar los receptores por el consumo de droga o activarse endógenamente, mediante endocannabinoides que se producen en el mismo cuerpo.

El sistema cannabinoide endógeno es un sistema ubicuo de señalización de lípidos que apareció a principios de la evolución y que tiene importantes funciones reguladoras en todo el cuerpo de todos los vertebrados.
 Fernando Rodríguez de Fonseca: The endocannabinoid system: physiology and pharmacology

## Clasificación
La droga han sido clasificadas según múltiples sistemas de categorización, predominando, en la actualidad, las clasificaciones en función de sus efectos farmacológicos. Entre los diferentes tipos de clasificación empleados a lo largo del tiempo, destacan los siguientes:

### Clasificación según su estado legal
La droga puede clasificarse en función de las restricciones legales establecidas en cada estado particular respecto al consumo, producción y venta de las diferentes sustancias.
Así, en la mayor parte de los países occidentales la droga se clasifica según la normativa legal, del siguiente modo:
- Drogas o sustancias lícitas: se ocupan libremente de acuerdo a los deseos de cada consumidor. Por ejemplo, las bebidas alcohólicas y el tabaco. En algunos países pueden llegar a ser ilegales, caso de Bután donde es ilícito el consumo y tenecia de tabaco so pena de sanciones penales y el alcohol que está totalmente proscrito en los países musulmanes siguiendo las reglas dictadas por el Corán.
- Drogas que se utilizan principalmente como medicamento: generalmente estas se obtienen mediante prescripción médica. En Occidente, su ingesta va ligada al tratamiento de trastornos del ánimo, trastornos del sueño, enfermedades dolorosas o con el fin de lograr mayor lucidez o concentración (nootrópicos). Por ejemplo, los psicofármacos, estimulantes menores y la metadona.
- Drogas o sustancias ilícitas: varían de acuerdo a la legislación de cada país. Son aquellas cuyo comercio se considera ilegal, como los derivados cannabis, la heroína y la cocaína. Existen convenciones internacionales[Nota 1] que han establecido como prohibido el propósito no medicinal de opiáceos, cannabis, alucinógenos, cocaína y muchos otros estimulantes, al igual que de los hipnóticos y sedantes. Además, los países o jurisdicciones locales han añadido sus propias sustancias prohibidas como por ejemplo bebidas alcohólicas o inhalantes.

### Clasificación farmacológica
Las sustancias psicoactivas, en el ámbito farmacológico, pueden ser clasificadas ateniendo a sus efectos sobre el sistema nervioso central y el cerebro.

#### Drogas depresoras
Una droga depresora es aquella que ralentiza la actividad del sistema nervioso central. Tienen la capacidad de ralentizar o dificultar la memoria, disminuir la presión sanguínea, analgesia, producir somnolencia, ralentizar el pulso cardíaco, actuar como anticonvulsivo, producir depresión respiratoria, coma, o hasta la muerte.
Este grupo se subdivide a su vez en varios grupos cómo: antihistamínicos, antipsicóticos, disociativos, GABAnérgicos, glicinérgicos, narcóticos y simpatológicos.
| Drogas depresoras    | |
| Histamínicos         | H1-H2 antagonistas y agonistas H1-antagonistas: azelastina, cetirizina, ciclizina, clorfenamina, clemastina, doxilamina, hidroxicina, difenhidramina, prometacina ... H2-antagonistas: cimetidina, famotidina, lafutidina, nizatidina, ... H1-agonistas: betahistina, histamina, HTMT, UR-AK49, piridiletilamina H2-agonistas: amtamina, dimaprit, histamina, HTMT, UR-AK49 H3-antagonistas / H3-agonistas / H4-antagonistas / H4-agonistas asd |
| Antipsicóticos       | Comunes Benzamidas: levosulpirida, nemonaprida, sulpirida, sultoprida... Butirofenonas: droperidol, haloperidol, pimpamperona, spiperona, trifluperidol... Difenilbutilpiperidinas: clopimozida, fluspirilena, penfluridol, pimozida fenotiazinas: clorpromazina, fluphenazina, levomepromazina, promazina... Tioxantenas: clopentixol, flupentixol, tiotixena... Tricíclicos: amoxapina, butaclamol, fluotraceno, loxapina, trimipramina |
| Bloqueantes de canal | Bloqueantes del canal de calcioBloqueantes del canal de potasioBloqueadores del canal de sodio |
| Disociativos         | Arilciclohexilaminas y MorfinanosArilciclohexilaminas: eticiclidina, ketamina, fenciclidina, tiletamina... Morfinanos: dextrometorfano, metorfán, dextrorfán, morfanolOtrosdizocilpina, óxido de nitrógeno (I), xenón... |
| GABAnérgicos         | Barbitúricos y Benzodiacepinas Barbitúricos: amobarbital, pentobarbital, fenobarbital, secobarbital... Benzodiacepinas: alprazolam, clordiazepóxido, clonazepam,diazepam, lorazepam... Carbamatos y similares al GABA Carbamatos: carisoprodol, felbamate, meprobamate Similares al GABA: ácido γ-aminobutírico, ácido γ-hidroxibutírico, ácido valérico, ácido valproico, vigabatrina... Esteroides neuroactivos y benzodiacepinas Esteroides neuroactivos: alfaxalona, alopregnanolona, ganaxolona... Nobenzodiazepinas: eszopiclona, zaleplon, zolpidem, zopiclona... piperidinedionas, propifenoles y quinazolinonas Piperidinedionas: glutetimida... Propifenoles: Fospropofol, propofol, timol... Quinazolinonas: metacualona... Otros éter etílico, etanol (alcohol), muscimol, teanina, Piper methysticum, ácido valerénico (valeriana)... |
| Glicinérgicos        | Comunes glicina, hipotaurina, sarcosina, serina, taurina, betaína... |
| Narcóticos           | Opiáceos y opioides Opiáceos: codeína, morfina, oripavina, tebaína Opioides: buprenorfina, heroína, hidrocodona, metadona, oxicodona, remifentanilo, tramadol... |
| Simpaticolíticos     | Alfabloqueantes, betabloqueantes y otros Alfa-Bloqueantes: doxazosina, fentolamina, prazosin, tamsulosina , Yohimbina Beta-bloqueantes: propranolol, metoprolol, atenolol, betaxolol, nebivolol, bisoprolol, esmolol, timolol Otros: clonidina |
| Otros                | cloroformo, ciclobenzaprina, trazodona... |

     Drogas más consumidas

##### Drogas opioides
Los opioides son el tipo de droga que se une a receptores opioides situados principalmente en el sistema nervioso central y en el tracto gastrointestinal. Hay tres grandes clases de sustancias opiáceas: alcaloides del opio, como morfina y codeína; opiáceos semi-sintéticos, tales como heroína y oxicodona; y opioides completamente sintéticos, tales como petidina y metadona, que tienen una estructura no relacionada con los alcaloides del opio.

#### Drogas estimulantes
Una droga estimulante es aquella que produce mejoras temporales de la actividad neurológica o física. Pueden producir además síntomas adicionales como incremento de la alerta, productividad, incremento de la presión sanguínea, aceleración del pulso sanguíneo, mejora del equilibrio, hiperalgesia, euforia, disminución del apetito o el sueño, convulsiones, manía o la muerte.
Este grupo se subdivide a su vez en subgrupos: adamantanos, alquilaminas, arilciclohexilaminas, benzodiazepinas, colinérgicos, convulsivos, eugeroicos, oxazolinas, feniletilaminas, piperazinas, piperidinas, pirrolidinas y tropanos.
| Drogas estimulantes                           | |
| Adamantanos                                   | Generalesamantadina, adenosina, bromantano, memantina... |
| Antagonistas de la adenosina P1A1-Antagonista | Generalesaminofilina, cafeína (café), paraxantina, teobromina (chocolate), teofilina |
| Alquilaminas psicotrópicas                    | Generalesheptaminol, metilhexanamina, octodrina, propilhexedrina... |
| Arilciclohexilaminas                          | Generales eticiclidina, ketamina, fenciclidina, tiletamina... |
| Benzodiacepinas                               | Generales alprazolam, midazolam, flunitrazepam, clonazepam, triazolam, diazepam, lorazepam |
| Colinérgicos                                  | Generales anabasina, arecolina, cotinina, citisina, epibatidina, epiboxidina, nicotina (tabaco), tebaniciclina, vareniclina... |
| Convulsivos                                   | Generales anatoxina, flurotil, gabazina, pentilenotetrazol, picrotoxina, estricnina, tujona... |
| Eugeroicos                                    | Generales adrafinil, armodafinilo, modafinilo... |
| Oxazolinas                                    | Generales aminorex, clominorex, ciclazodona, fenozolona, fluminorex, pemolina... |
| Feniletilaminas                               | anfetaminas, fenterminas, catinonos y catecolaminas Anfetaminas: alfetamina, amfecloral, anfetamina, anfetaminil, benfluorex, dimetilanfetamina, efedrina, fencamina, fenetilina, fenproporex, furfenorex, lefetamina, mefenorex, metanfetamina, metoxifenamina, 3-metoxi-4-metilanfetamina (MMA), norfenfluramina, oxilofrina, ortetamina, parabromoanfetamina (PBA), paracloroanfetamina, paraiodoanfetamina (PIA), parametoxianfetamina (PMA), parametoxietilanfetamina (PMEA), parametoximetanfetamina (PMMA), fenilpropanolamina, propilanfetamina, pseudoefedrina, sibutramina, tiflorex, tranilcipromina, xilopropamina, zilofuramina Fenterminas: clorfentermina, cloforex, clortermina, etolorex, mefentermina, pentorex Catinonos: anfepramono, brefedrona, bufedrona, bupropion, catinono, dimetilcatinono (dimepropion), etcatinono (etilpropion), flefedrona, metcatinona, mefedrona, metedrona Catecolaminas: adrenocromo, dopamina, epinefrina (adrenalina), levodopa (L-dopa), fenilalanina, tirosina, metanefrina, alfametildopa, noradrenalina (norepinefrina), normetanefrina, paraoctopamina, paratiramina |
| Piperazinas                                   | 4-Bromo-2,5-dimetoxi-1-benzilpiperacina (2C-B-BZP), benzilpiperacina, parametoxifenilpiperacina, metilbencilpiperacina, vanoxerina |
| Piperidinas                                   | Comunes1-Benzo-4-(2-(difenilmetoxi)etilo)piperidina, 2-benzilpiperidina, 3,4-diclorometilfenidato, 4-benzilpiperidina, 4-metilmetilfedinato, desoxipipradrol, difemetorex, difenilpiralina, etilfenidato, metilnaftidato (HDMP-28), metilfenidato (Ritalin), 3α-carbometoxi-4β-(4-clorofenil)-N-metilpiperidina (Nocaína), levofacetoperano, pipradrol |
| Pirrolidinas                                  | Comunes 2-difenilmetilpirrolidina, alfa-pirrolidinopropiofenona, alfa-pirrolidinobutiofenona, alfa-pirrolidinopentiofenona, Difenilprolinol, 3',4'-Metilenedioxi-α-pirrolidinopropiofenona, 3',4'-Metilenedioxi-α-pirrolidinobutiofenona, Metilenedioxipirovalerona, 4'-Metil-α-pirrolidinopropiofenona, 4'-Metoxi-α-pirrolidinopropiofenona, Napirona, Feniletilpirrolidina, Prolintano (Catovit), Pirovalerona |
| Tropanos                                      | Comunes 3-Pseudotropil-4-fluorobenzoato, 4'-Fluorococaína, Altropano, Brasofensina, cocaetileno, cocaína, Difluoropina, Feniltropano, Salicilmetilecgonina, Tesofensina, Troparil, Tropoxan? |
| Véase también                                 | Anoréxicos / Anti-obésicos Antidepresivos Nootrópicos |

#### Drogas alucinógenas
Una droga alucinógena es aquella droga que produce cambios en la percepción, consciencia, emoción o ambos.
Este grupo se divide a su vez en otros tres:
- Psicodélicos: producen una alteración en la cognición y la percepción. Las experiencias suelen asociarse a la meditación, el yoga, el trance o el sueño. Los psicodélicos suelen agruparse en lisergamidas (destaca el LSD), feniletilaminas, piperazina, triptaminas y otros.

- Disociativos: producen un bloqueo de las señales de la mente consciente hacia otras partes del cerebro produciendo alucinaciones, privación sensorial, disociación y trance. Pueden producir también sedación, depresión respiratoria, analgesia, anestesia o ataxia, así como pérdida de las facultades mentales y la memoria. Se dividen en adamantanos, arilciclohexilaminas y morfinanos.

- Delirantes: producen delirios, a diferencia de los alucinógenos psicodélicos y disociativos en el que se mantiene cierto estado de consciencia. Se dividen en anticolinérgicos, antihistamínicos y GABA-agonistas.

### Clasificación según su finalidad médica
La droga que se utiliza como fármaco se clasifica según el objetivo con el que se utilice o la patología que combata.

#### Droga analgésica
La droga analgésica o analgésico es aquel tipo de droga que reduce o inhibe el dolor.
Los analgésicos se dividen en: opioides, pirazolonas, cannabinoides, anilinas y antiinflamatorios no esteroideos.
Los analgésicos utilizados para tratar el dolor dependerán de la intensidad y características propias del dolor. Para dolores leves suelen utilizarse los AINEs que además de tratar el dolor y reducen la fiebre, y en grandes dosis, tienen efectos antiinflamatorios. No obstante, este tipo de sustancias tienen un techo analgésico bajo, el cual no puede ser traspasado ni en mayores dosis ni en combinación con otra droga del mismo tipo. No tienen un potencial de dependencia física elevado, por lo que su venta es libre en la mayoría de países. Para el alivio de dolores de intensidad moderada se utilizan opioides débiles, de distribución no libre, como el tramadol, la codeína o la hidrocodona. Para dolores de intensidad fuerte se utilizan opioides fuertes como la morfina, la hidromorfona, la metadona, el fentanilo, etc. Estas sustancias no tienen techo analgésico, existiendo solamente un techo toxicológico.

#### Droga anestésica
Una droga anestésica es aquella que produce anestesia generalizada o local. Puede producir además molestias de garganta, náuseas o vómitos, mareos, cefaleas o muerte.
Este grupo se divide en subgrupos: etéreos, haloalcanos, opioides y esteroides neuroactivos; inyectables o inhalables.

#### Droga sedante-hipnótica
La droga sedante-hipnótica o soporífica es aquella cuya primera función es la inducción al sueño. Puede producir, según qué tipo de sedantes-hipnóticos, insomnio, ansiedad, confusión, desorientación, depresión respiratoria, pérdida de equilibrio, disminución del juicio, o muerte.
Este grupo se subdivide a su vez en subgrupos: GABA-agonistas, H1 agonistas-inversos, α1 adrenérgicos antagonistas, α2 adrenérgicos antagonistas, agonistas melatoníticos y antagonistas orexiníticos.

#### Droga antidepresiva
La droga antidepresiva es aquella que produce un alivio en los síntomas de la depresión, la distimia, ansiedad; y en general todos los trastornos del estado de ánimo y la fobia social.
Este grupo se subdivide en: Inhibidores de la recaptación selectiva, potenciadores de la recaptación selectiva, agentes de la liberación selectiva, antagonistas de los receptores, inhibidores de la recaptación, antidepresivos bicíclicos, antidepresivos tricíclicos, antidepresivos tetracíclicos, antidepresivos heterocíclicos, inhibidores de la monoaminooxidasa, agonistas de los receptores 5-HT1A.

#### Droga antiparkinsoniana
La droga antiparkinsoniana es aquel tipo de droga que trata los síntomas de la enfermedad de Parkinson. Produce efectos adversos como hipotensión, arritmias, náuseas, pérdida del cabello, ansiedad, alucinaciones, somnolencia, problemas respiratorios, desorientación, confusión y psicosis.
Este tipo de droga se divide en dos grupos: dopaminérgicos y anticolinérgicos.

#### Droga antipsicótica
La droga antipsicótica es aquella que produce un alivio en los síntomas de la psicosis. Pueden producir ganancia de peso, agranulocitosis, discinesia, acatisia, distonía, párkinson, hipotensión, taquicardia, letargia, pesadillas, hiperprolactinemia o disfunción eréctil.
Este grupo se divide en subgrupos: benzamidas, butirofenonas, difenilbutilpiperidinas, fenotiazinas, tioxantinas, tricíclicos, piperidinas de benzisoxazola, piperazinas de benzotiazoles y otros menos comunes.

#### Droga ansiolítica
Una droga ansiolítica es aquella utilizada para el tratamiento de la ansiedad y sus desórdenes. Son considerados tranquilizantes menores. Pueden producir taquicardia, pesadillas o pérdida de la consciencia.
Este grupo se divide en:receptores GABAA, agonistas de los receptores 5-HT1A, antagonistas de la histamina (antihistamínico), antagonistas de la liberación de la corticotropina, antagonistas de la taquicinina, antagonistas de la melanina, etc.

#### Droga anoréxica
Las droga anoréxica o antiobésica son aquellas que suprimen o reducen el apetito. Suelen utilizarse para reducir peso.
Este tipo de droga se divide en estimulante y anticannabinoide. La mayoría de estimulantes suprimen el apetito, y de hecho, la droga más consumida del mundo, el café, es un potente supresor del hambre. Los cannabinoides tienen la capacidad de estimular los receptores cannabinoides CB1 y CB2, que incrementan el apetito. Aquellas sustancias antagonistas y agonistas inversas de estos receptores producirían el efecto contrario, esto es, la disminución o la supresión el apetito, como sucede con el Rimonabant o el Surinabant. No obstante, el consumo excesivo de THC produce el efecto contrario al de un consumo moderado, ya que en un consumo normal la activación de los receptores cannabinoides CB1 se produce a nivel de las neuronas excitadoras glutamatérgicas mientras que un consumo mayor produciría la estimulación de los receptores cannabinoides CB1 en las neuronas inhibidoras GABAérgicas del estriado ventral.

#### Droga euforizante
La droga euforizante es aquella que induce a sentimientos de euforia. Los efectos pueden incluir relajación, control del estrés, felicidad o placer; ya que pueden actuar sobre los centros de placer del cerebro. El ámbito de acción de esta droga es generalizado encontrándose en varios tipos de drogas psicotrópicas.

#### Droga nootrópica

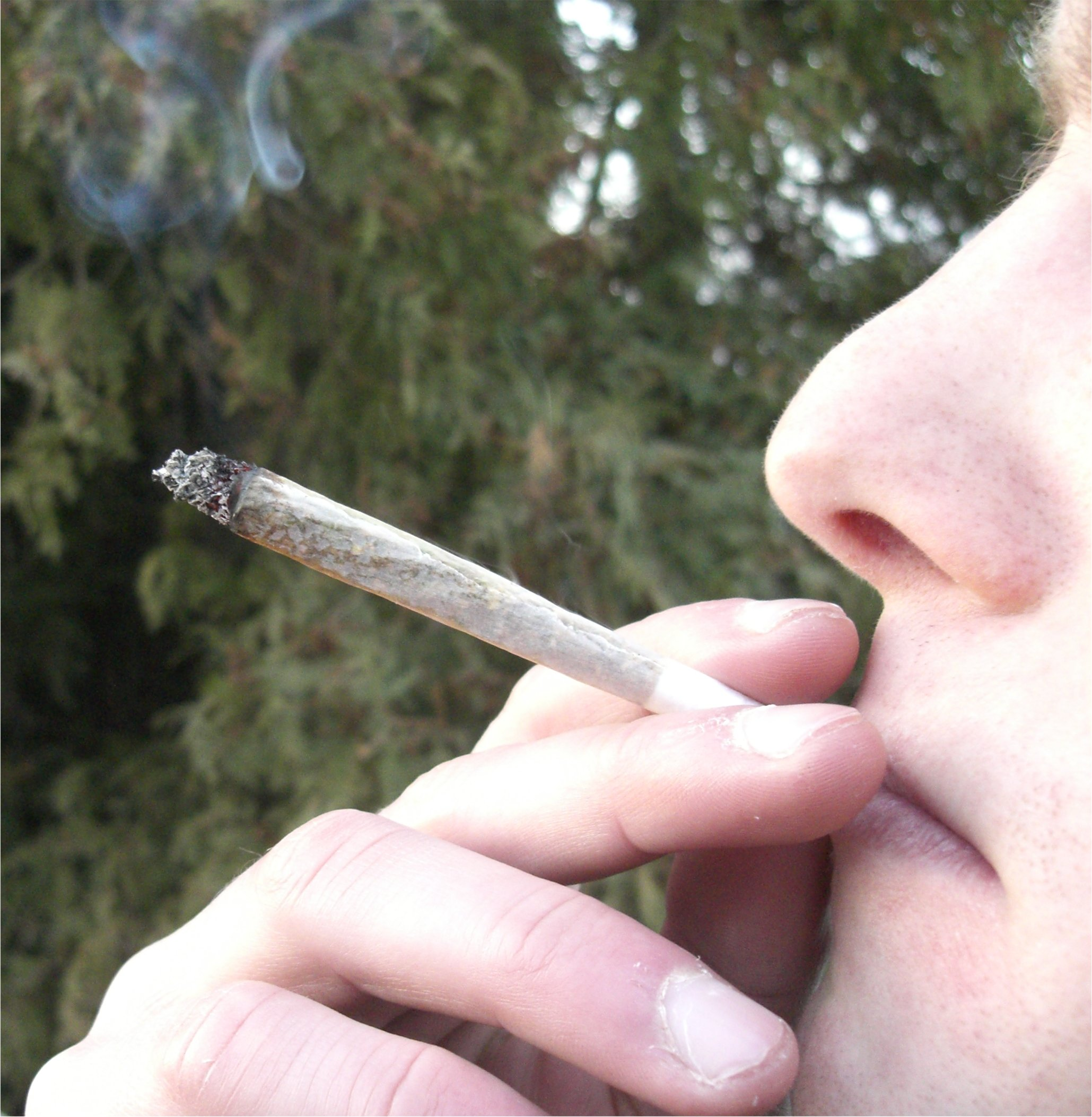
El cannabis afecta casi todos los sistemas corporales. En él se combinan muchas de las propiedades del alcohol, los tranquilizantes, los opiáceos y los alucinógenos.

La droga nootrópica (del griego noús ‘mente’ y trópos ‘movimiento’) o smart drugs (‘drogas inteligentes’ en inglés) son aquellas que incrementan las funciones mentales, como la cognición, la memoria, la atención, o aumentan la motivación o la concentración. Son referidos generalmente como psicoestimulantes. Este grupo incluye los simpaticomiméticos, las xantinas, los eugeroicos, los antagonistas de la H3, los agonistas inversos de GABAA, los agonistas de la dopamina  D1, los agonistas de la nicotina α7, los inhibidores de la prolil endopeptidasa, los agonistas α-adrenérgicos y los antioxidantes, entre otros.

### Clasificación en «duras» y «blandas»
La diferencia entre una droga dura y una droga blanda es que la dura causa adicción o dependencia tanto física como psíquica, mientras que la blanda causa adicción o dependencia a nivel solo físico, o solo psíquico.
En su origen esta distinción pretendió servir para distinguir la droga altamente adictiva que comporta daños serios a la salud (duras), de la poco adictiva, que no presenta un riesgo grave para quien las consume (blandas).[cita requerida]
A pesar de ello esta distinción es aún empleada tanto en el discurso oficial como en el habla informal:[cita requerida]
- Drogas duras: la cocaína, los opioides (morfina, heroína, etc.), el alcohol, o las anfetaminas son comúnmente descritas como drogas duras.
- Drogas blandas: la locución es aplicada generalmente a los derivados del cannabis (marihuana, hachís, etc.), a la cafeína, etc. Por lo general la locución se aplica a sustancias cuyo consumo no conlleva patrones de comportamiento social desadaptativos.

La distinción entre droga dura y droga blanda es importante en la política acerca de la droga en los Países Bajos, entre otros Estados, donde ciertas drogas blandas tienen tolerancia oficial, aunque casi siempre están sujetas a restricciones en cuanto a su comercio, producción y consumo.

## Drogas de consumo más común
| Drogas de consumo más común       | Drogas de consumo más común                                      | Drogas de consumo más común                 | Drogas de consumo más común | Drogas de consumo más común                                                                                 |
| Rama                              | Tipo                                                             | Drogas relacionadas                         | Efectos en dosis estándar | Estatus legal                                                                                               |
| --------------------------------- | ---------------------------------------------------------------- | ------------------------------------------- | --- | --- |
| Depresores sedantes y analgésicos | Sedante hipnótico NMDA-antagonista                               | etanol (alcohol)                            | euforia, relajación, disminución de los reflejos, problemas de coordinación, etc. | legal |
| Depresores sedantes y analgésicos | Analgésico opioide MOR-agonista                                  | heroína                                     | placer, sedación, euforia, etc. | ilegal |
| Depresores sedantes y analgésicos | Analgésico opioide MOR-agonista                                  | metadona                                    | anestesia general y sedación | legal bajo prescripción                                                                                     |
| Depresores sedantes y analgésicos | Sedante hipnótico GABA-agonista                                  | ácido γ-hidroxibutírico (GHB)               | sedante, somnífero, amnesia anterógrada | ilegal |
| Depresores sedantes y analgésicos | Anestésico disociativo-sedativo NMDA-Antagonista                 | ketamina                                    | anestesia, distorsión de la percepción, aislamiento, reducción de la atención y del aprendizaje, alucinaciones | ilegal |
| Depresores sedantes y analgésicos | Sedante ansiolítico GABAA-agonista y PAM                         | benzodiazepina                              | sedación, relajación, placer, bienestar general | legal bajo prescripción médica                                                                              |
| Alucinógenos                      | Alucinógeno psicodélico 5-HT2A-agonista                          | MDMA (éxtasis)                              | euforia, felicidad, ligereza mental y física, bienestar general | ilegal |
| Alucinógenos                      | Alucinógeno psicodélico 5-HT2A-agonista                          | Dietilamida de ácido lisérgico (LSD)        | alucinaciones, creatividad, apertura emocional, cambios de humor | ilegal |
| Alucinógenos                      | Alucinógeno psicodélico 5-HT2A-agonista                          | mescalina                                   | alucinaciones basadas en la realidad, sinestesia | ilegal |
| Alucinógenos                      | Alucinógeno psicodélico 5-HT2A-agonista                          | hongo psilocybe                             | euforia, autoexploración, leves alucinaciones | ilegal (según el país)                                                                                      |
| Alucinógenos                      | Alucinógeno cannabinoide CB1R-agonista                           | tetrahidrocannabinol (marihuana)            | euforia, relajación, placer, amnesia, intensificación sensorial, bienestar general | Legal (Solo en privado)                                                                                     |
| Estimulantes                      | Estimulante colinérgico nAChRs-agonista                          | nicotina (tabaco)                           | estimula la memoria y la vigilia, inhibe el sueño y el hambre, bienestar general | legal (Solo para mayores de 18)                                                                             |
| Estimulantes                      | Estimulante feniletilaminoso DA-agonista, NDRI y 5-HT2A-agonista | anfetamina                                  | euforia, ansiedad, concentración, grandiosidad, paranoia e irritabilidad | ilegal |
| Estimulantes                      | Estimulante adenosinoso P1A1-antagonista                         | cafeína y teobromina (café, té, chocolate)  | disminución del sueño y el hambre, mejor coordinación y memoria, vasodilatación y aumento de las funciones cognitivas | legal |
| Estimulantes                      | Estimulante Psicoactivo nAChRs-Agonista                          | Vaper con nicotina (Cigarrillo electrónico) | Aumenta la alerta, la frecuencia cardíaca y la presión arterial, liberando dopamina y norepinefrina, lo que genera euforia. En dosis bajas, también puede inducir relajación. | Legal (solo para mayores de 18 años) (Depende del país)                                                     |
| Recreativos                       | Recreativo Fisico PG-VG                                          | Vaper sin nicotina (Cigarrillo electrónico) | Puede generar irritación en las vías respiratorias, sequedad en la garganta y malestar en algunos casos, especialmente si se usa de forma excesiva. Además, en algunas personas, puede causar tos o dificultad para respirar, pero en general, no tiene efectos graves en la salud a corto plazo. | Legal (Depende del país) (Solo para mayores de 18 años) (Pero en algunas tiendas se venden a mayores de 16) |

### Según los efectos producidos sobre el sistema nervioso central
Constituye el sistema de clasificación más aceptado en la actualidad (frente a la distinción entre droga «dura» y «blanda» o legal e ilegal).

### Según su daño físico
El daño físico es relativo y variable según la condición preexistente. A continuación, una tabla ordenada según el daño a la salud, aunque el daño social puede variar:
| Droga            | Daño       | Componente de daño a la salud (sobre 3) | Componente de daño social (sobre 3) | Mortalidad estimada                                     |
| ---------------- | ---------- | --------------------------------------- | ----------------------------------- | ------------------------------------------------------- |
| Hongos psilocybe | Nulo       | ≈ 0                                     | -                                   | 0 / año                                                 |
| Khat             | Bajo       | 0,75                                    | 1,1                                 | Desconocido                                             |
| GHB              | Medio-bajo | 1,3                                     | 1,3                                 | Desconocido                                             |
| Cannabis         | Medio-bajo | * Ver nota (1,5 máx.) 1                 | 0,8                                 | 0 / Año                                                 |
| Esteroides       | Medio      | 1,5                                     | 0,8                                 | Desconocido                                             |
| LSD              | Medio      | 1,5 ²                                   | 1,3                                 | 0 / año                                                 |
| Anfetamina       | Medio      | 1,55                                    | 1,5                                 | Desconocida                                             |
| Éxtasis          | Medio      | 1,6                                     | 1,0                                 | Desconocido                                             |
| Metadona         | Medio-Alto | 1,86                                    | 1,9                                 | Desconocida                                             |
| Tabaco           | Medio-Alto | 1,9                                     | 1,1                                 | 5 millones / año y el 70-80 % de los cánceres de pulmón |
| Ketamina         | Alto       | 1,9                                     | 1,5                                 | Desconocida                                             |
| Cocaína          | Alto       | 2,0                                     | 2,5                                 | Desconocida                                             |
| Alcohol          | Alto       | 2,1                                     | 2,4                                 | 2,5 millones / año                                      |
| Heroína          | Muy alto   | 2,65                                    | 3                                   | Desconocida                                             |

Notas: 1 El cannabis inhalado tras su combustión es tan o más dañino que el tabaco, pero vaporizado tiene pocos efectos perniciosos por lo que este dato está sujeto a debate. ² No se conocen efectos físicos sobre el cuerpo humano tras su consumo prolongado, pero sí posibles efectos en la psique cuya variabilidad es notable.

## Juventud y drogadicción
El consumo de droga suele iniciarse en la etapa de la adolescencia o juventud, lo cual se ha convertido en una preocupación social.
El Office for National Statistics del Reino Unido indicó que en ese país “el 12 % de los alumnos de entre 11 y 15 años había consumido droga el pasado año [...]. El cannabis [marihuana] fue, con mucho, la más utilizada” y que “a más de un tercio de estos jóvenes (el 35 %) les habían ofrecido una o varias clases de droga”.
Un informe respaldado por la Unión Europea revela también que entre la gente joven “es cada vez más habitual beber hasta emborracharse”. El informe añade que el “alcoholismo tiene, a corto plazo, consecuencias nefastas, tales como accidentes, violencia y envenenamiento, así como problemas sociales y del desarrollo”. Un estudio realizado en Japón señala que “la droga más utilizada por los adolescentes del país son los disolventes orgánicos, que pueden inducir al uso de otras sustancias”.[cita requerida]
En total, se declara que para el 2012 se contaban 28 millones de personas bebedoras de 12-65 años de las cuales el 53 % de los consumidores son hombres y el 47 % son mujeres. Además, el 25 % se declaró dependiente del tabaco siendo 69 % hombres y 31 % mujeres. El 72 % del grupo de fumadores declara haber comenzado el vicio antes de los 18 años, mientras que actualmente el 9 % de la población fumadora es representada por los mismos menores de edad. Estas cifras recopiladas, también muestran que la principal ocupación de los consumidores de droga como el tabaco o el alcohol, es empleado. En cuanto a droga más fuerte, el 7 % de la población admite consumir drogas químicas con frecuencia y por el contrario, el 63 % declara no haberlas probado jamás.
En vista de lo mencionado, el exsecretario general de las Naciones Unidas, declaró:

“La droga está destruyendo a la sociedad, fomentando el delito, propagando enfermedades como el sida y acabando con nuestros jóvenes y nuestro futuro”.
Kofi Annan

 Con frecuencia, los toxicómanos se ven implicados en el tráfico de estupefacientes y en asesinatos. Asimismo, son víctimas de la violencia o tienen relaciones sexuales peligrosas no planeadas. Un informe del gobierno de Estados Unidos señaló: “La drogadicción no es solo problema de los pobres, las minorías o los barrios bajos. [...] Afecta a personas de toda clase social y del país entero. Es un problema de todos”.
El consumo de droga en la adolescencia es especialmente perjudicial ya que es un período de transición en la que tienen lugar cambios corporales, afectivos, cognitivos y de relaciones sociales, llegar a ser muy peligroso para la salud de los jóvenes pues produce daños en el cuerpo y órganos, como:
- Esterilidad
- Adicción
- Dependencia
- Desnutrición
- Daños al cerebro u otros órganos importantes.

La Terapia Familiar Funcional (FFT, por sus siglas en inglés) es una intervención a corto plazo que utiliza manuales para su implementación. Este tipo de intervenciones se realiza en entornos ambulatorios, y tiene como objetivo modificar las interacciones entre los miembros familiares para mejorar el comportamiento de los jóvenes. Se ha planteado la interrogante de cuál es la efectividad de estas terapias como tratamiento para el consumo de cannabis, anfetaminas, éxtasis o cocaína en el caso de los jóvenes.
Una revisión sistemática de dos estudios, ambos realizados en Estados Unidos, de los cuales solo uno proporcionó resultados relacionados con el consumo de droga entre los jóvenes de 11 a 21 años, demostró que la intervención logró una reducción a corto plazo (cuatro meses) del consumo de cannabis, efecto que desaparece en el largo plazo. Debido a la escasez de evidencia acerca de la efectividad de estas terapias, resulta imposible extraer conclusiones rigurosas y, por lo tanto, estas terapias deben ser empleadas con cautela cuando se dirigen al consumo juvenil de droga.

## Debate acerca de la legalización/ilegalización

Consumo de cannabis en la Unión Europea.

Consumo de cocaína en la Unión Europea.

Consumo de éxtasis en la Unión Europea.

La legislación contemporánea, en el contexto de una guerra contra la droga creada y pujada por Estados Unidos, considera ilícito el consumo y el comercio extraterapéutico de psicofármacos que alteren la conciencia.[cita requerida]
Su uso está en auge, y numerosos son los países que tratan de afrontarlo mediante diferentes vías (campañas y operativos antidroga y su tráfico, etc.).
Cada país establece algunas excepciones a esta regla. Por ejemplo, es habitual en Occidente que el uso y comercio del alcohol, el tabaco y los estimulantes cafeínicos sean legales fuera del ámbito de la medicina. En otros países, como Países Bajos, se tolera el consumo lúdico de la marihuana, los derivados del cáñamo y, antes, los hongos psicotrópicos. [cita requerida] En Estados Unidos, en 2014 los estados de Colorado y Washington comenzaron la venta legal de derivados del cáñamo, y en Uruguay se ha aprobado una legalización, efectiva desde julio de 2017.
Cuando las sustancias son fabricadas y distribuidas dentro del ámbito farmacéutico pero son empleadas sin prescripción facultativa y con fines lúdicos, la ley considera que existe abuso. Para otros colectivos, en cambio, el abuso se produce cuando el consumidor daña su salud y su relación con su entorno.
En amplios sectores de la sociedad existe la opinión de que el fin extramedicinal de psicofármacos es dañino. Sin embargo, en otros entornos se defiende que en ciertos casos los supuestos daños han sido muy exagerados, y en todo caso ha de ser el individuo, no el Estado, quien regule su conducta. Ambas posiciones son las que han venido enfrentándose, tradicionalmente, en el debate acerca de la legalización de la droga.[cita requerida]
Constantemente los sectores psicofarmacófilos de la sociedad descubren que ciertos principios activos -presentes sobre todo en plantas y medicamentos de farmacia- son susceptibles de consumo recreacional; este descubrimiento y la consiguiente extensión de su consumo conducen a una respuesta legislativa, aumentando el catálogo de sustancias prohibidas o sujetas a mecanismos estatales de control.
Entre las de fin recreacional encontramos [cita requerida]:
- Alcohol
- Cafeína
- Cocaína
- Crack
- Inhalantes
- LSD
- Marihuana
- Hachís
- MDMA o éxtasis
- Anfetaminas
- Nicotina (tabaco)
- Opiáceos (heroína, morfina, etc.)
- Peyote
- Hongos psilocibes (alucinógenos)
- Benzodiacepinas
- Popper
- Barbitúricos